# Daniel Kajmakoski

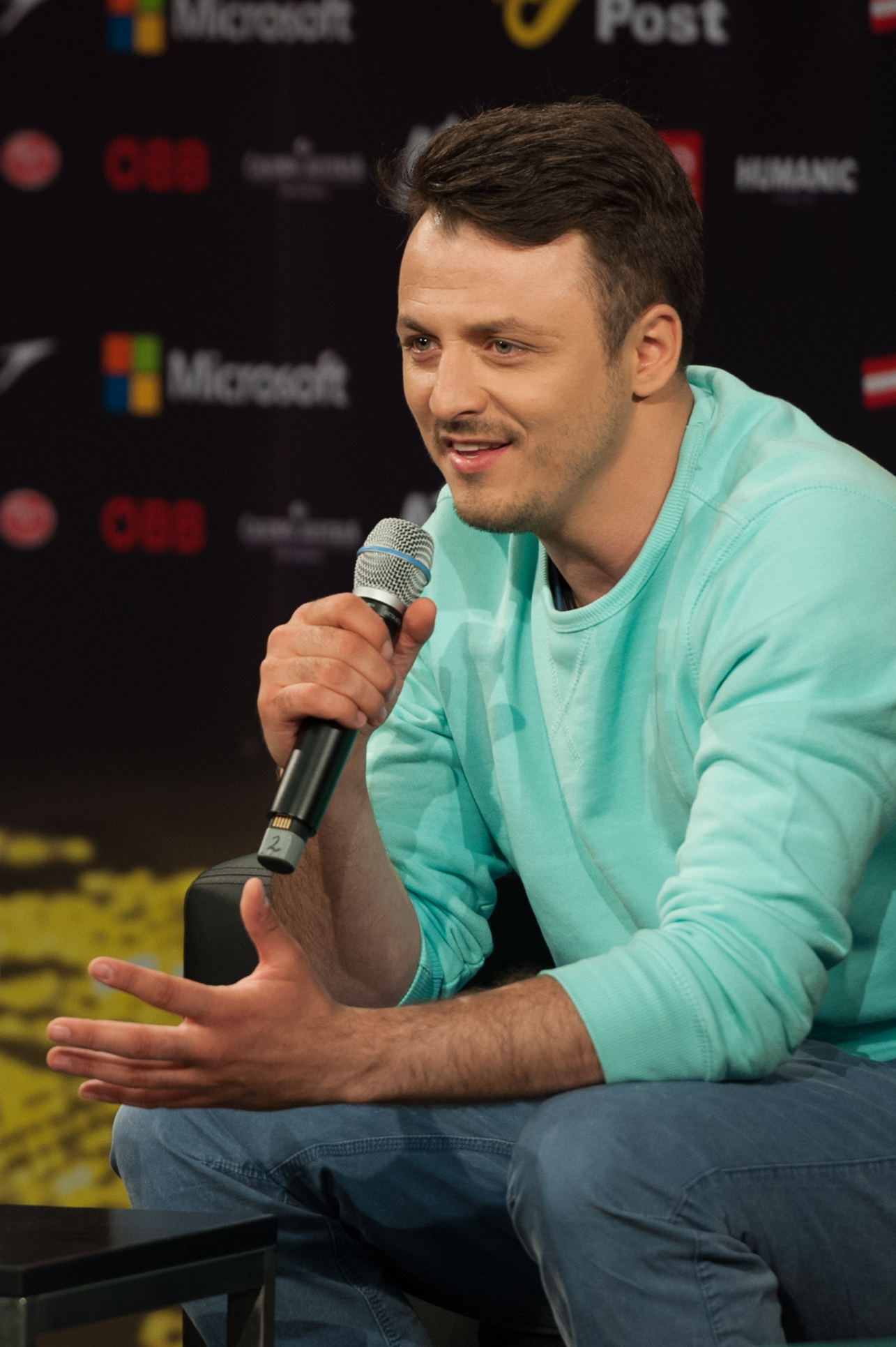
Daniel Kajmakoski (2015)

Daniel Kajmakoski (kyr.: Даниел Кајмакоски, * 17. Oktober 1983 in Struga, Jugoslawien) ist ein nordmazedonisch-österreichischer Sänger und Songwriter.

## Leben
Daniel Kajmakoski lebt seit seinem sechsten Lebensjahr in Wien. 2003 nahm er an der zweiten Staffel der österreichischen Castingshow Starmania teil und belegte dort den achten Platz. Zudem siegte er in der ersten Staffel von X Factor Adria, dem balkanischen Pendant zu X Factor. Am 12. November 2014 gewann Kajmakoski mit dem Lied Lisja esenski (zu deutsch: Herbstlaub) das Skopje-Fest, die nationale Vorentscheidung Mazedoniens zum Eurovision Song Contest 2015 in Wien, womit er Mazedonien vertreten durfte, jedoch scheiterte er im Halbfinale, womit sein Einzug ins Finale misslang. Das Lied wurde vom schwedischen Komponisten Joacim Persson geschrieben, der Text stammt von Aleksandar Mitevski und dem Sänger selbst. Für den Auftritt beim Eurovision Song Contest wurde die englischsprachige Originalversion Autumn Leaves ausgewählt.
Schon 2011 versuchte er als Teil des „One-World-Project“ von Thomas Raber für Österreich beim Song Contest anzutreten. Dieser Beitrag wurde dann von der Jury allerdings nicht für die Endausscheidung ausgewählt.
Er ist nach Eric Papilaya, Nadine Beiler und Tom Neuwirth alias Conchita Wurst der vierte Teilnehmer von Starmania, der beim Eurovision Song Contest dabei ist. Anders als seine Vorgänger war er jedoch kein Teilnehmer der dritten Staffel, sondern der zweiten, und ging auch nicht für Österreich an den Start.
Am 22. Mai 2016 gewann er die 3. Staffel von Tvoje lice zvuči poznato, der serbischen Version der Gesangsshow Your Face Sounds Familiar.

## Diskografie
Singles
- 2014: Lisja esenski
- 2015: Autumn Leaves